# Głuchów (Wschowa)
Pour les articles homonymes, voir Głuchów.
Głuchów (prononciation : [ˈɡwuxuf]) est un village polonais de la gmina de Sława dans le powiat de Wschowa de la voïvodie de Lubusz dans l'ouest de la Pologne.
Il se situe à environ 6 kilomètres au sud-ouest de Sława (siège de la gmina), 21 kilomètres à l'ouest de Wschowa (siège de le powiat) et 37 kilomètres à l'est de Zielona Góra (siège de la diétine régionale).

## Histoire
Après la Seconde Guerre mondiale, avec la mise en œuvre de la ligne Oder-Neisse, le village est intégré à la République populaire de Pologne. La population d'origine allemande est expulsée et remplacée par des polonais.
De 1975 à 1998, le village appartenait administrativement à la voïvodie de Zielona Góra.

Depuis 1999, il appartient administrativement à la voïvodie de Lubusz